# Harry S. Barlow
Harry Sibthorpe Barlow (5 de abril de 1860 - 16 de julio de 1917) fue un tenista británico amateur de césped, activo a finales del siglo XIX.

## Carrera
En 1892 ganó su primer y único título de Wimbledon cuando, junto con Ernest Lewis, derrotaron a otro famoso equipo de hermanos tenistas, Herbert Baddeley y Wilfred Baddeley, en cuatro sets.
En total, Barlow alcanzaría tres finales de dobles en el Campeonato de Wimbledon durante su carrera (1892, 1893, 1894).
En el Campeonato de Wimbledon de 1889, Barlow venció a Willoughby Hamilton en cinco sets en las semifinales. William Renshaw derrotó a Barlow 3-6, 5-7, 8-6, 10-8, 8-6 en la Final de Todos los Retadores, y luego derrotó a su hermano y campeón vigente Ernest Renshaw 6-4, 6-1, 3-6, 6-0 en la Ronda de Desafío para ganar el Campeonato de Wimbledon de 1889. Renshaw sobrevivió a un total de seis puntos de partido en la Final de Todos los Retadores contra Barlow en 2-5 y 6-7 en el cuarto set. Barlow alcanzó nuevamente la Final de Todos los Retadores el año siguiente, perdiendo contra Willoughby Hamilton en el Campeonato de Wimbledon de 1890, quien luego derrotó al campeón vigente Renshaw en la Ronda de Desafío.
Los puntos culminantes de su carrera en títulos individuales incluyen ganar el Campeonato del Queen's Club tres veces, el Campeonato de Kent tres veces, el Campeonato del Oeste de Inglaterra tres veces, el Campeonato del Norte de Inglaterra dos veces (1891-1893), el Campeonato del Sur de Inglaterra dos veces, el Campeonato de Surrey dos veces y el Campeonato de Gales dos veces, los Campeonatos de Londres (1890-1891) y el Campeonato Cerrado del Condado de Surrey (1890) una vez.

## Finales de Grand Slam

### Dobles (1 título, 2 subcampeonatos)
| Resultado | Año  | Campeonato                   | Compañero    | Oponentes                         | Resultado               |
| --------- | ---- | ---------------------------- | ------------ | --------------------------------- | ----------------------- |
| Victoria  | 1892 | Campeonato de Wimbledon 1892 | Ernest Lewis | Herbert Baddeley Wilfred Baddeley | 4–6, 6–2, 8–6, 6–4      |
| Derrota   | 1893 | Campeonato de Wimbledon 1893 | Ernest Lewis | Joshua Pim Frank Stoker           | 6–4, 3–6, 1–6, 6–2, 0–6 |
| Derrota   | 1894 | Campeonato de Wimbledon 1894 | C. H. Martin | Herbert Baddeley Wilfred Baddeley | 7–5, 5–7, 6–4, 3–6, 6–8 |